# Laissac
Laissac é uma ex-comuna francesa na região administrativa de Occitânia, no departamento de Aveyron. Estendeu-se por uma área de 20,21 km². Em 2010 a comuna tinha 2 229 habitantes (densidade: 110,3 hab./km²).
Em 1 de janeiro de 2016 foi fundida com a comuna de Sévérac-l'Église para a criação da nova comuna de Laissac-Sévérac-l'Église.